# Adonisea erosa
Adonisea erosa är en fjärilsart som beskrevs av Smith 1906. Adonisea erosa ingår i släktet Adonisea och familjen nattflyn. Inga underarter finns listade i Catalogue of Life.